# FSLK Tychy

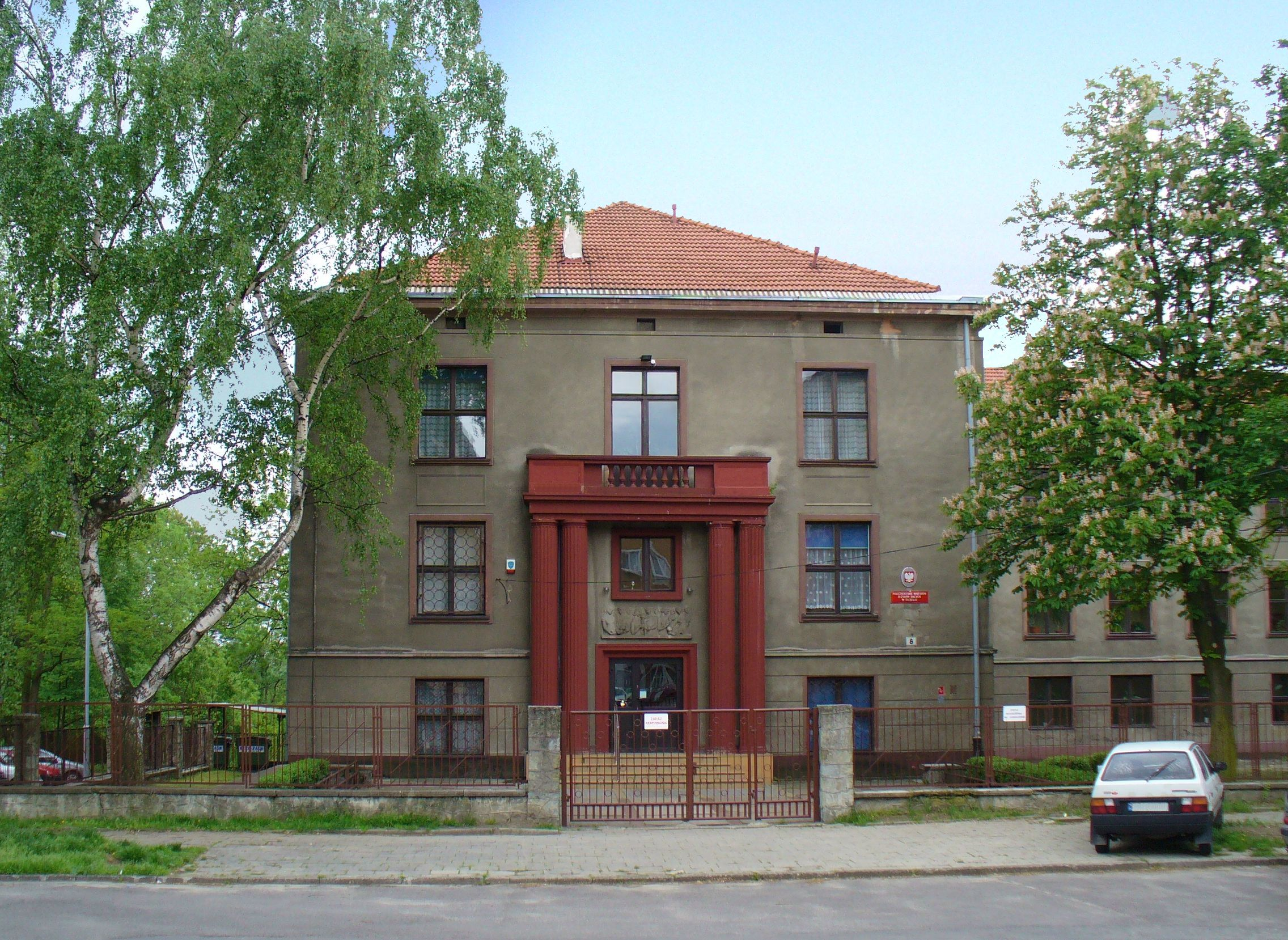
Fremdsprachenlehrerkolleg in Tychy (Tichau, Polen)

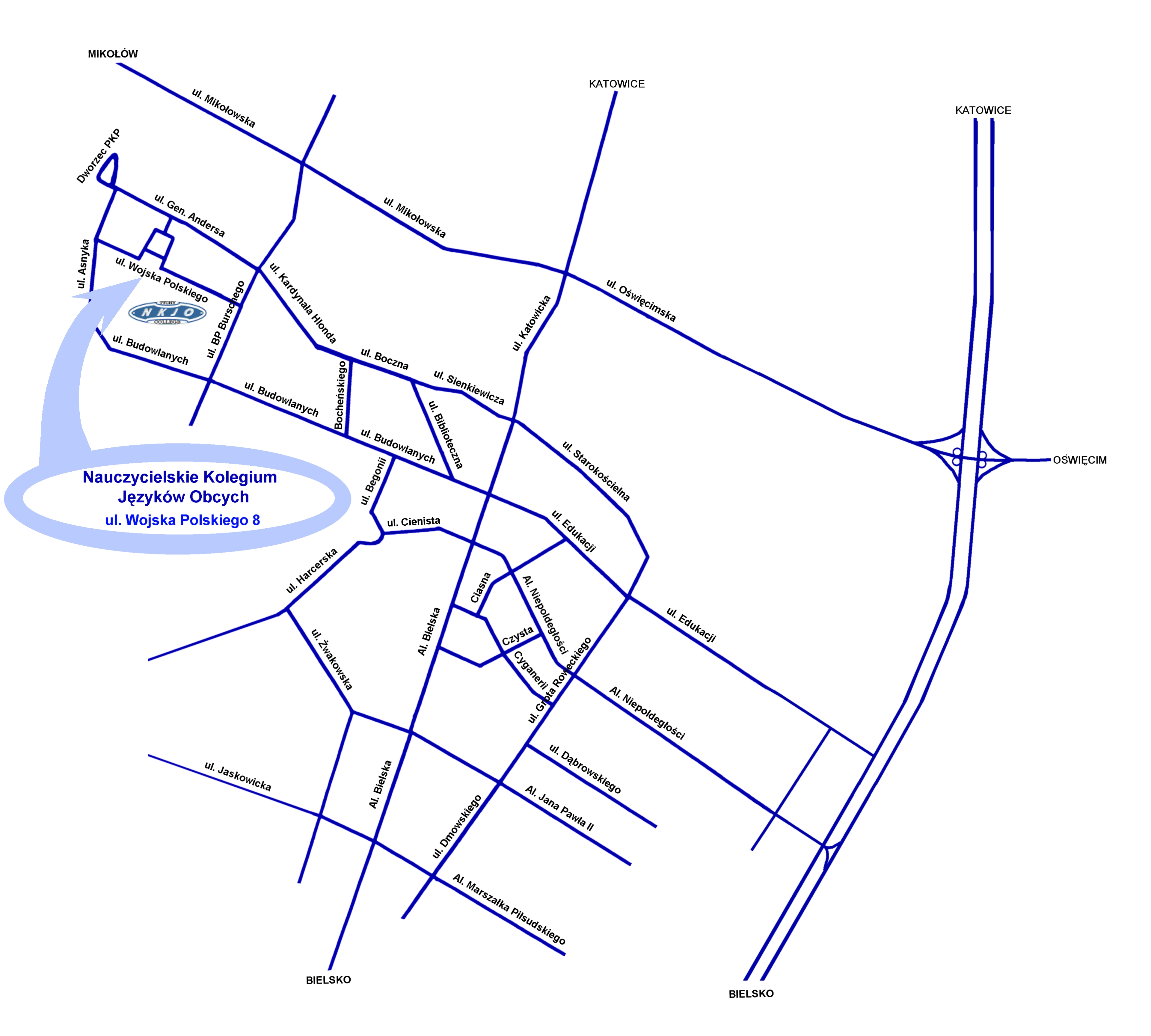
Lage

Das Fremdsprachenlehrerkolleg in Tychy (Nauczycielskie Kolegium Języków Obcych w Tychach) ist ein staatliches Kolleg, 1990 gegründet, bildet Englisch- und Deutschlehrer aus. Es funktioniert unter wissenschaftlicher Betreuung durch die Schlesische Universität in Katowice.
Die Ausbildung am Kolleg dauert drei Jahre und wird mit einer Diplomprüfung abgeschlossen. Danach können die Absolventen die Lizenziatprüfung (vergleichbar mit Bachelor-Abschluss) an der Universität machen. Der Abschluss gibt ihnen die Möglichkeit, das Aufbaustudium (Magisterstudiengang) an einer Universität fortzusetzen.

## Geschichte
Das Kolleg war 1990 die erste Einrichtung in Tychy, die den Oberschulabgängern die Möglichkeit gegeben hat zu studieren und spielt eine große und wesentliche Rolle in der Hochschulausbildung der Fremdsprachenlehrer in Schlesien.
Sein erster Direktor (von 1990 bis 2005) war Zbigniew Naumienko. Im Jahre 2005 übernahm Ewa Fic diese Funktion.
Gegenwärtig befindet sich das Kolleg in der Wojska-Polskiego-Straße 8 und stellt seinen Studenten ein modern ausgestattetes Sprachlabor, einen multimedialen Vorlesungssaal, einen Computerraum, eine Bibliothek mit Mediothek und eine Turnhalle zur Verfügung.
Seit 2003 veranstaltet das Fremdsprachenkolleg Tyski Konkurs Języka Angielskiego i Języka Niemieckiego (Sprachwettbewerbe in Englisch und in Deutsch) für Schüler der Oberstufe aus der Woiwodschaft Schlesien und dem Bezirk Oświęcim. Die Studenten des Kollegs organisieren Veranstaltungen in Deutsch und Englisch für Einwohner der Region.